# 嘉義縣義竹鄉光榮國民小學
23°22′46″N 120°14′49″E / 23.379328°N 120.246994°E
嘉義縣義竹鄉光榮國民小學（簡稱光榮國小）是臺灣嘉義縣義竹鄉的一所國民小學，原為創立於日治時期1921年的公學校分離教室。光榮國小自2021年9月轉型為公辦民營的實驗學校，由嘉義縣政府委託林業生基金會、誠致教育基金會合作辦學，成為嘉義縣第十所實驗學校，及嘉義縣第一所公辦民營學校。

## 校史
光榮國小最初為1921年5月1日經認可設立的「牛挑灣公學校（今松梅國小）東後寮分離教室」，當時借用德興寺作為臨時校舍，並有學生70名。1923年3月31日，東後寮分離教室改為「牛挑灣公學校東後寮分教場」。1937年4月1日，分教場獨立為「東後寮公學校」。東後寮公學校於1937年3月之學生有男生232人，女生79人，共計311人並編成五個年級。1941年4月1日，改制為「東後寮國民學校」，當時地址是台南州東石郡義竹庄東後寮456番地。
二戰後，學校於1946年改為「台南縣義竹鄕第三國民學校」，於1947年8月設立「溪州分班」（後來的溪洲國小，在2006年廢校），於1962年設立「龍蛟分班」（後來的龍蛟國小，在2006年廢校）。1968年8月，因九年國民教育實施而改名為「光榮國民小學」。